# Davide Pellegrini
Davide Pellegrini, né le 10 janvier 1966 à Varèse (Italie, province de Varèse, Lombardie) est un joueur de football et entraîneur italien.